# Pinelands United
Pinelands United ist ein Fußballverein auf Barbados. Der Verein spielt in der Saison 2015 in der Premier League, der höchsten Spielklasse des Fußballverbands von Barbados.